# John Morris (historiador)
John Robert Morris (8 de junio de 1913 - 1 de junio de 1977) fue un historiador inglés especializado en el estudio del Imperio Romano y en la historia de la Britania posromana. Es conocido por su libro The Age of Arthur (1973), que intentó reconstruir la historia de Gran Bretaña e Irlanda durante los llamados «Años oscuros» (350-650) después de la retirada romana, basándose en la dispersión arqueológica y en los registros históricos. 

## Biografía
Morris fue profesor investigador (lecturer) de historia moderna en el Jesus College de Oxford, desde 1932 hasta 1935, sirviendo luego en el Ejército Británico durante la Segunda Guerra Mundial. Después de la guerra obtuvo una beca en la Universidad de Londres y otra en el Instituto Warburg. En 1948, fue nombrado profesor investigador de historia antigua en el University College de Londres. Trabajó en la India entre 1968 y 1969 como investigador de la Indian University Grants Commission, antes de regresar a la UCL para convertirse en profesor titular de historia antigua, puesto que ocupó hasta su muerte.
En 1952, Morris fundó la revista histórica Past and Present, que editó hasta 1960, permaneciendo como presidente del consejo editorial hasta 1972. Fue uno de los escritores, junto con A. H. M. Jones y J. R. Martindale, de The Prosopography of the Later Roman Empire, un diccionario biográfico de los años 284-641, cuyo primer volumen fue publicado en 1971. También promovió la publicación de una nueva edición del Domesday Book, y editó la serie Arthurian Period Sources. Su último libro fue Londinium: Londres in the Roman Empire, publicado póstumamente en 1982.
Morris era un activista socialista y antibélico. Se postuló sin éxito al Parlamento en 1935 como candidato del Partido Laborista y fue por un tiempo secretario del diputado laborista George Strauss. También fue miembro fundador del Comité de los 100, un grupo contra la guerra fundado por Bertrand Russell en 1960 y luego participó en el Institute for Workers' Control.
En 1975, Morris escribió el guion de Domesday Republished para la serie Look, Stranger de la BBC-TV.
Morris falleció el 1 de junio de 1977 en Londres.

## Obras seleccionadas
- Prosopography of the Later Roman Empire, ed. con A. H. M. Jones y J. R. Martindale:
  - Volumen 1 (de 260 a 395)
  - Volumen 2 (de 395 a 527)
- Serie Arthurian Period Sources, ed. John Morris:
  - The Age of Arthur: Volume 1: Roman Britain and the Empire of Arthur
  - The Age of Arthur: Volume 2: The Successor States
  - The Age of Arthur: Volume 3:  Church, Society and Economy
  - Arthurian period sources, vol. 1: Introduction, notes and index
  - Arthurian period sources, vol. 2: Annals and Charters
  - Arthurian period sources, vol. 3: Persons
  - Arthurian period sources, vol. 4: Places and Peoples and Saxon Archaeology
  - Arthurian period sources, vol. 5: Genealogies and texts
  - Arthurian period sources, vol. 6: Studies in Dark-Age History
  - Arthurian period sources, vol. 7: Gilda, The Ruin of Britain and Other Documents
  - Arthurian period sources, vol. 8: Nennius: British History and the Welsh Annals
- Londinium: London in the Roman Empire